# Partido Istmeño Revolucionario
El Partido Istmeño Revolucionario (PIR) fue un pequeño y efímero partido político panameño de izquierda.
Fue fundado por Álvaro Menéndez Franco en 1964. Menéndez Franco, es un poeta e historiador, y también fue líder del movimiento Vanguardia de Acción Nacional, financiado por el gobierno cubano de Fidel Castro.
El PIR participó en las elecciones generales de 1964 dentro de la alianza Unión Nacional Opositora que postuló a Marco Aurelio Robles como candidato presidencial. Adicionalmente Menéndez Franco se postuló como candidato a diputado para la provincia de Panamá por el partido.
No obstante, el PIR sólo aportó 933 votos (0,29% del total) y ningún diputado a la Asamblea Nacional, por lo que fue abolido por el Tribunal Electoral.